# Mimoides ariarathes
Mimoides ariarathes is een vlinder uit de onderfamilie Papilioninae van de familie van de Pages. De wetenschappelijke naam van de soort is, als Papilio ariarathes, voor het eerst geldig gepubliceerd in 1788 door Eugen Johann Christoph Esper. De combinatie in Mimoides werd in 1991 gemaakt door K.S. Brown.

## Ondersoorten
- Mimoides ariarathes ariarathes
- Mimoides ariarathes arianus (Stadinger, 1884)
- Mimoides ariarathes demerara Brown & Lamas, 1994
- Mimoides ariarathes evagorides Brown & Lamas, 1994
- Mimoides ariarathes gayi (Lucas, 1852)
- Mimoides ariarathes illuminatus (Niepelt, 1928)
- Mimoides ariarathes leuctra (Rothschild & Jordan, 1906)
- Mimoides ariarathes metagenes (Rothschild & Jordan, 1906)